# Irmin Schmidt

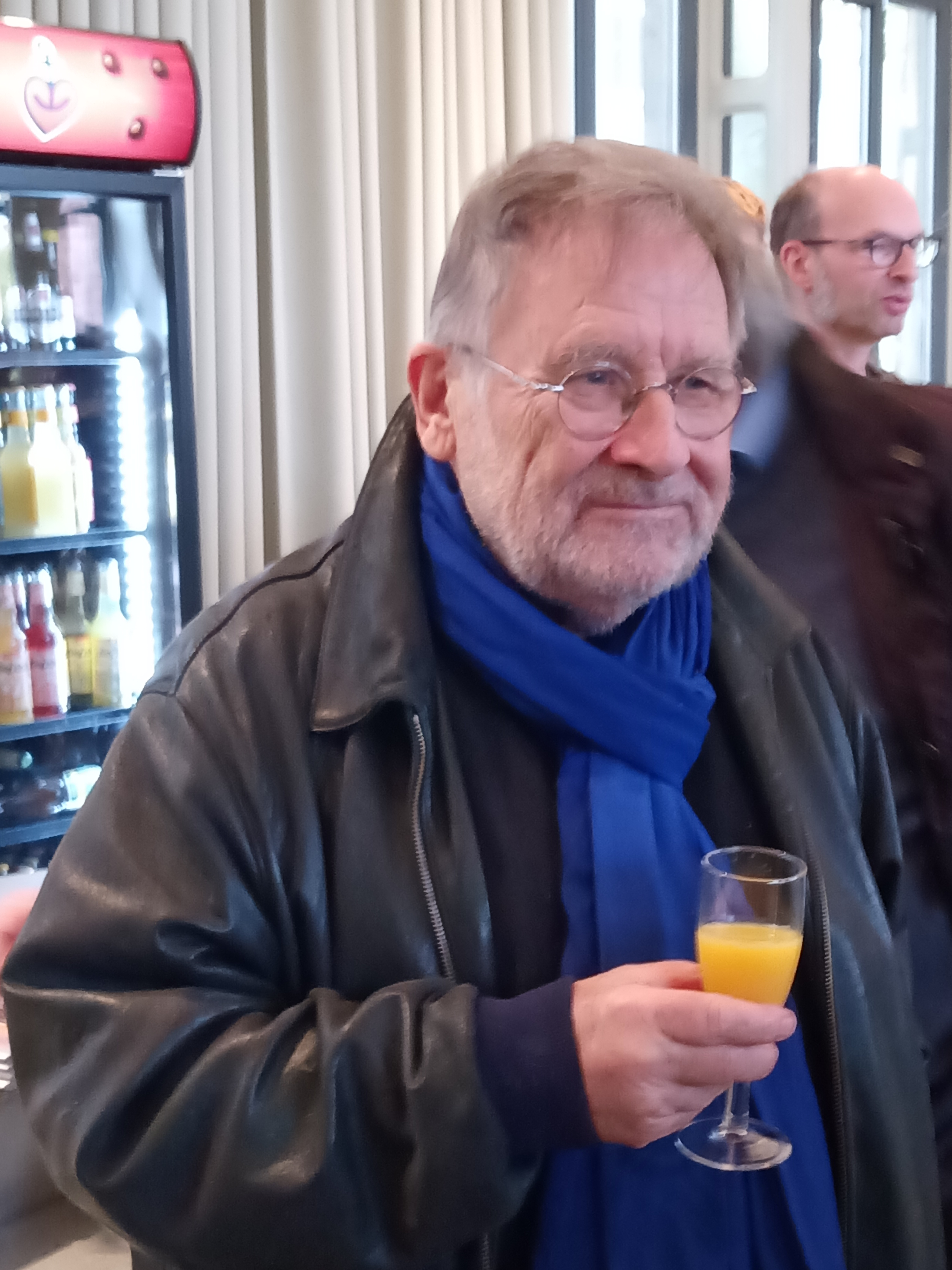
Irmin Schmidt im Filmhaus Köln (2022)

Irmin Schmidt (* 29. Mai 1937 in Berlin) ist ein deutscher Musiker und Komponist, der als Bandmitglied von Can auch international bekannt wurde.

## Biografie
Schmidt gründete mit 16 Jahren ein Schulorchester, das er dirigierte. 1956 veranstaltete er in der Aula seines Gymnasiums ein Jazzkonzert. 
Er diplomierte am Konservatorium Dortmund mit Auszeichnung als Klavierlehrer und hatte damit die Voraussetzung, an eine Musikhochschule zu gehen, um Dirigieren und Komposition zu studieren. Zunächst studierte er an der Essener Folkwang Hochschule, wo ihn György Ligeti für Klangfarben sensibilisierte, dann am Mozarteum Salzburg und der Hochschule für Musik Köln. In Köln studierte er von 1964 bis 1966 Kompositionslehre bei Karlheinz Stockhausen. Schmidt war zunächst hauptsächlich als Dirigent tätig und leitete für zahlreiche Konzerte die Bochumer Symphoniker, die Wiener Symphoniker und das 1962 von ihm gegründete Dortmunder Ensemble für Neue Musik. Er erhielt mehrere Dirigierpreise. Weiterhin fungierte er als Kapellmeister am Stadttheater Aachen und war auch als Dozent für Musical und Chanson an der Schauspielschule Bochum tätig. Daneben konzertierte er als Pianist.
1968 gründete er zusammen mit Holger Czukay, Michael Karoli und Jaki Liebezeit die Band Can. Anschließend veröffentlichte er auch immer wieder unter Beteiligung ehemaliger Can-Mitglieder eine Reihe von Soloalben. Irmin Schmidt ist außerdem ein gefragter Film- und Fernsehmusikkomponist. Er war für die Musik von mehr als 100 Film- und Fernsehproduktionen verantwortlich, so z. B. für die TV-Serie Rote Erde.
Nach den Gormenghast-Romanen von Mervyn Peake komponierte Schmidt die Oper Gormenghast (Premiere in Wuppertal am 15. November 1998), die auch andernorts inszeniert wurde. Von der Deutschen Oper am Rhein in Düsseldorf erhielt er den Kompositionsauftrag für das Ballett La Fermosa von Youri Vámos (Uraufführung 2008).
Am 9. März 2023 kam der Dokumentarfilm Can and me des Regisseurs Michael P. Aust über den Musiker Irmin Schmidt, das zum Zeitpunkt der Veröffentlichung des Dokumentarfilms einzige noch lebende Gründungsmitglied der Krautrockband Can, in die Kinos. In dem Film äußern sich zudem die Can-Bandmanagerin und Ehefrau Hildegard Schmidt sowie der Musiker Helmut Zerlett und der Filmemacher Wim Wenders.

## Bibliografie
- Rob Young & Irmin Schmidt: All Gates Open. The Story of Can, 2018. ISBN 978-0571311491

## Diskografie (Auswahl)
Diskografie mit Can siehe unter Can
- 1980: Filmmusik
- 1981 Toy Planet (mit Bruno Spoerri)
- 1981: Filmmusik Vol.2
- 1987: Musk At Dusk
- 1989: Filmmusik Vol.5
- 1991: Impossible Holidays
- 1999: Gormenghast
- 2001: Masters Of Confusion (mit Kumo)
- 2008: Axolotl Eyes  (mit Kumo)
- 2009: Filmmusik Anthology Vol. 4 & 5
- 2013: Villa Wunderbar (Kompilation, kuratiert von Wim Wenders)
- 2018: 5 Klavierstücke
- 2020: Nocturne (Live At The Huddersfield Contemporary Music Festival)

## Filmografie (Auswahl)
- 1966: Zwei wie wir … und die Eltern wissen von nichts
- 1970: Das Millionenspiel
- 1970: Mädchen mit Gewalt
- 1978: Messer im Kopf
- 1979: Der Tote bin ich
- 1980: Im Herzen des Hurrican
- 1980: Endstation Freiheit
- 1982: Der Mann auf der Mauer
- 1983: Rote Erde Season 1&2
- 1985: Kein schöner Land (Fernsehmehrteiler)
- 1986: Tatort – Freunde
- 1989: Reporter (Fernsehserie)
- 1991: Pizza Colonia
- 1993: Morlock (1 Folge)
- 1997: Schimanski – Hart am Limit
- 2002–2011: Bloch (Fernsehreihe)
  - 2002:  Schwarzer Staub
  - 2002:  Ein begrabener Hund
  - 2003:  Tausendschönchen
  - 2004:  Silbergraue Augen
  - 2004:  Ein Fleck auf der Haut
  - 2004:  Schwestern
  - 2005:  Ein krankes Herz
  - 2006:  Der Mann im Smoking
  - 2008: Vergeben, nicht vergessen
  - 2005: Der Freund meiner Tochter
  - 2007: Der Kinderfreund
  - 2008: Die blaue Stunde
  - 2009: Bauchgefühl
  - 2009: Schattenkind
  - 2009: Tod eines Freundes
  - 2011: Inschallah
  - 2011: Der Heiland
- 2003: Tatort – Wenn Frauen Austern essen
- 2004: Der Stich des Skorpion
- 2005: In Sachen Kaminski
- 2005: Schneeland
- 2007: Einsatz in Hamburg (Fernsehserie, 1 Folge)
- 2008: Palermo Shooting
- 2012: Lösegeld
- 2013: Mord in Eberswalde
- 2016: Tatort – Hundstage
- 2020: Die Getriebenen

## Auszeichnungen
- 2003 Echo für die Gruppe Can für ihr Lebenswerk[5]
- 2013 Auszeichnung der Deutschen Akademie für Fernsehen für die Musik von Mord in Eberswalde
- 2015: Chevalier de l’Ordre des Arts et des Lettres (Ritter des Ordens der Künste und der Literatur)[6]
- 2019: Ehrenpreis des Holger-Czukay-Preis für Popmusik der Stadt Köln[7]